# MSC Nederland
MSC Nederland (IMO: 8918954, MMSI: 355254000, Pozivni znak: HPMR), kontejnerski brod izgrađen 1992. godine, danas plovi pod panamskom zastavom. Dužina i širina broda su 237m × 18m, a nosivosti je 46 600 t. maksimalna i prosječna brzina su 14.6 / 12.5 čvorova.
Izgrađen je u brodogradilištu Bremer Vulkan AG - Schiffbau u Njemačkoj; tip motora: 7L80MC. Bivša su mu imena Vladivostok Senator (do 25 lipnja 2002), Vladivostok Mariner (do 29 siječnja 2003) i MSC Netherland-03.